# Karabyniwka (obwód dniepropetrowski)
Karabyniwka (ukr. Карабинівка) – wieś na Ukrainie, w obwodzie dniepropetrowskim, w rejonie pawłohradzkim, w hromadzie Meżyricz. W 2001 liczyła 929 mieszkańców.